# Анаксандрид II
Анаксандрид II (на старогръцки: Ἀναξανδρίδας, Anaxandridas II), син на Леон от династията на Агидите, е цар на Спарта през ок. 560 пр.н.е. – 520 пр.н.е. По неговото време Крез е цар в Лидия.
Анаксандрид е женен за дъщерята на брат си. Понеже двамата нямат деца Ефорите искат той да се разведе и да се ожени за друга жена. Анаксандрид обаче отказва да напусне жена си. Затова Ефорите се съветват с Геронтите. Те предлагат на царя да се ожени за втора жена, против спартанския обичай, и той се съгласява и се жени за дъщерята на Принетадес, синът на Демарменос. Втората му съпруга му ражда Клеомен. Малко по-късно първата му съпруга ражда синът му Дорией. С нея той има още двама други сина Леонид и Клеомброт. Наследник на Анаксандрид става първородният му син Клеомен, въпреки че не го смятат за особено способен. Анаксандрид е дядо на прочутия Плейстарх.
Анаксандрид II продължава заедно с Аристон, спартанският цар от династията на Еврипонтидите, войната против Тегея, която водят още баща му и дядо му, и побеждава.